# Agrilus flohri
Agrilus flohri är en skalbaggsart som först beskrevs av Waterhouse 1890.  Agrilus flohri ingår i släktet Agrilus och familjen praktbaggar. Inga underarter finns listade i Catalogue of Life.